# Marcos Llorente
Marcos Llorente Moreno (ur. 30 stycznia 1995 w Madrycie) – hiszpański piłkarz występujący na pozycji pomocnika w Atlético Madryt.
Llorente jest synem Paco Llorente, który był piłkarzem między innymi Atlético Madryt i Realu Madryt oraz Gelu Moreno, która w latach osiemdziesiątych broniła barw reprezentacji Hiszpanii w koszykówce. Jego dziadkiem jest Ramón Grosso, który również grał dla Realu Madryt. Marcos to także bratanek Julio Llorente (były piłkarz Realu Madryt), Toñína Llorente (były koszykarz Realu Madryt) i José Luisa Llorente (były koszykarz Realu Madryt). Pomocnik jest też spokrewniony z byłym honorowym prezesem Realu Madryt, Francisco Gento, dla którego jest wnukiem stryjecznym.

## Osiągnięcia
Real Madryt
- Superpuchar Hiszpanii: 2017
- Liga Mistrzów UEFA: 2017/18
- Superpuchar Europy UEFA: 2016, 2017
- Klubowe mistrzostwo świata: 2017, 2018

Hiszpania U-21
- Wicemistrzostwo Europy: 2017